# United Nations Transitional Administration for Eastern Slavonia, Baranja and Western Sirmium

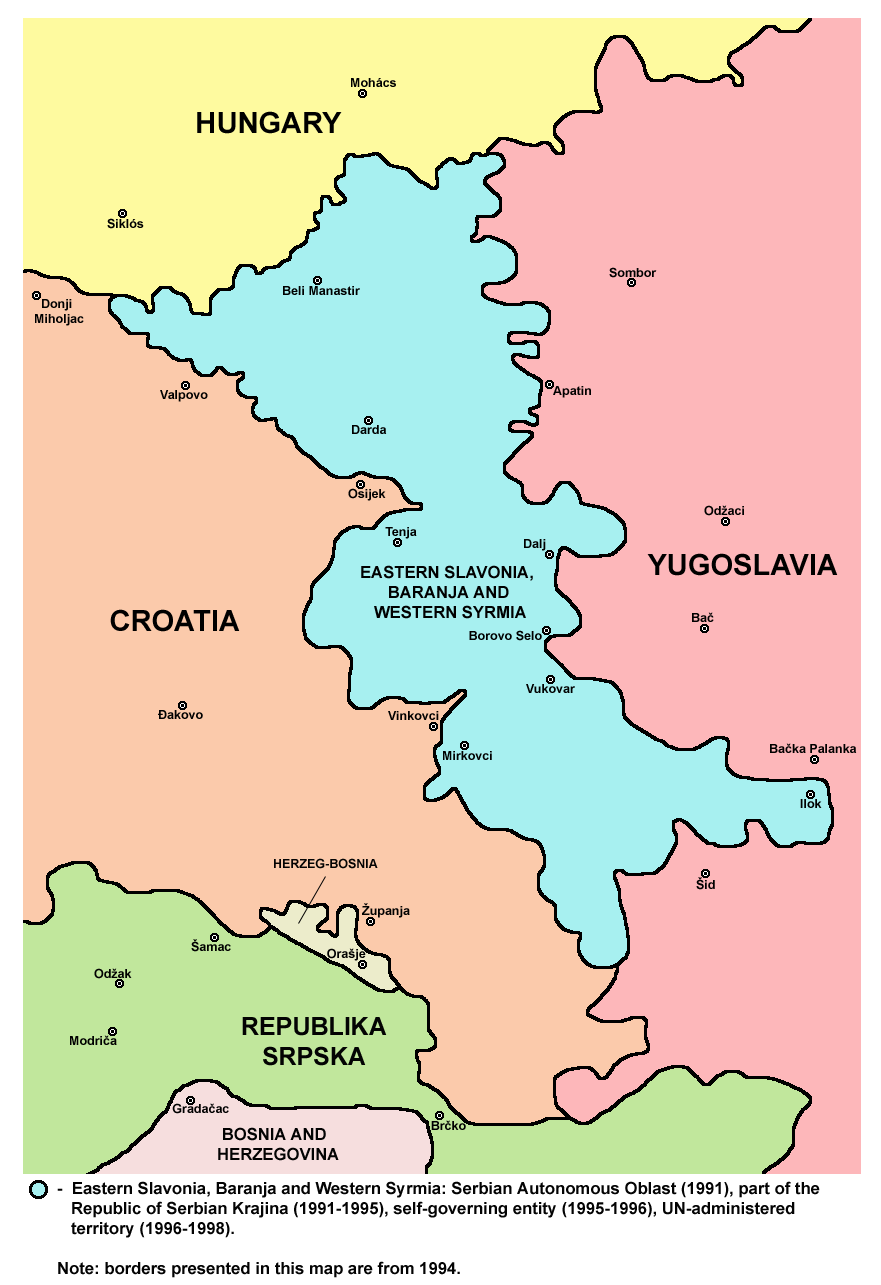

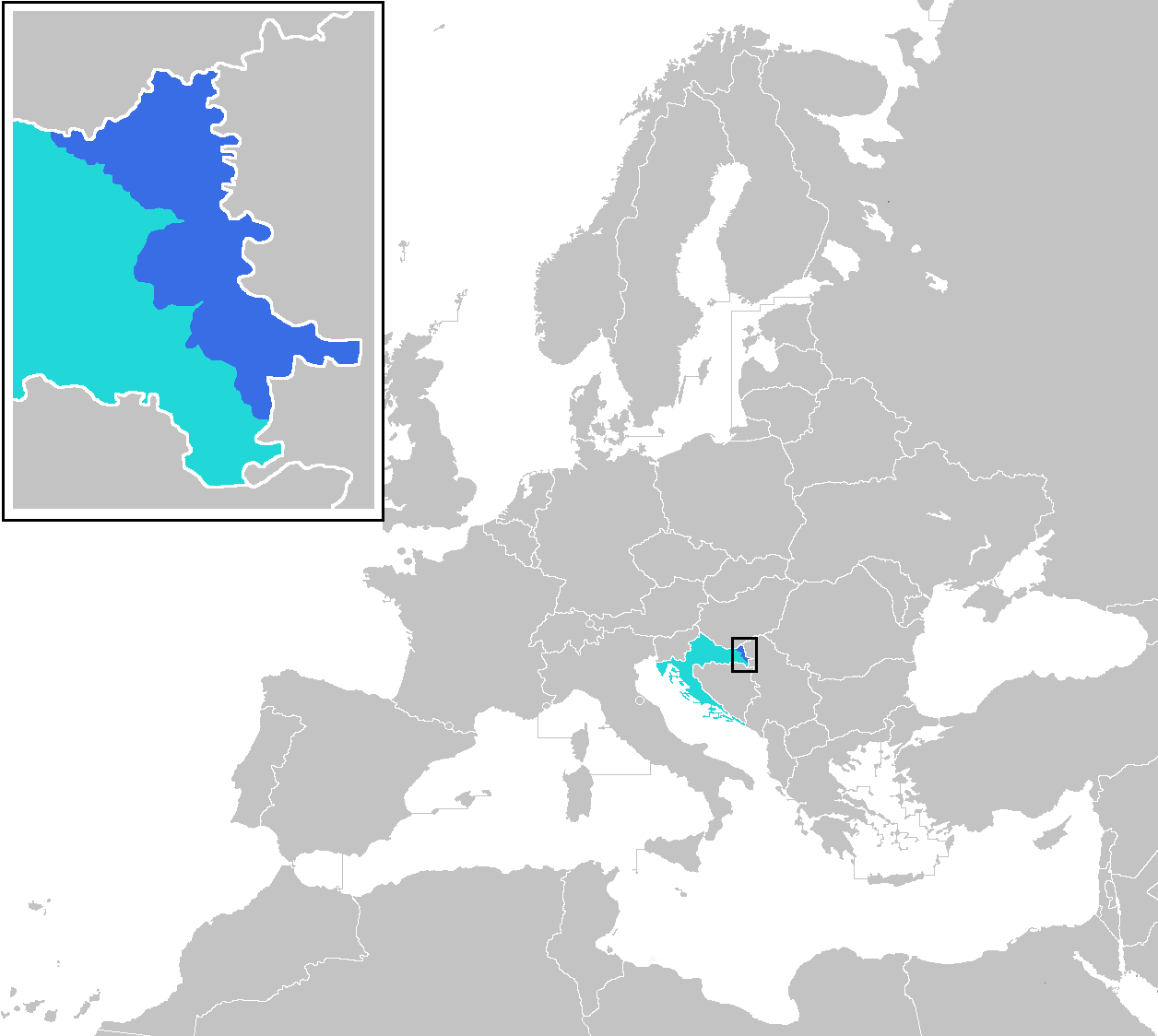
Lage des Einsatzgebiets

Die United Nations Transitional Administration in Eastern Slavonia, Baranja and Western Sirmium (Abkürzung UNTAES, deutsch Übergangsverwaltung der Vereinten Nationen für Ostslawonien, die Baranja und West-Syrmien) war eine nach dem Kroatienkrieg eingerichtete Übergangsverwaltung durch die Vereinten Nationen, deren Aufgabe die friedliche Wiedereingliederung des Gebietes in Kroatien, die Überwachung der Entmilitarisierung sowie der Rückkehr von Flüchtlingen und die Durchführung von Wahlen in den fortan kroatischen Regionen war.

## Grundlagen
Ende des Jahres 1995 wurde parallel zum Abkommen von Dayton über die Zukunft von Ostslawonien, der Baranja und Westsyrmien verhandelt. Das Gebiet stand seit dem Fall der zentralen Stadt Vukovar 1991 unter serbischer Kontrolle.
Das Abkommen zwischen Serbien und Kroatien wurde am 12. November 1995 in der kroatischen Grenzstadt Erdut unterzeichnet. Es sah vor, dass der Sicherheitsrat der Vereinten Nationen für einen bestimmten Zeitraum eine Übergangsverwaltung einsetzte.
Eine internationale bewaffnete Truppe wurde zur Sicherung des Friedens und der allgemeinen Sicherheit autorisiert. 
Am 15. Januar 1996 stimmte der UN-Sicherheitsrat einer Friedensmission in diesem Gebiet zu, deren Mandat durch anschließende Resolutionen auf insgesamt zwei Jahre verlängert wurde. UNTAES und die in Bosnien und Herzegowina aktive Implementation Forces (IFOR) werden darin zur Zusammenarbeit aufgefordert.
Auf der Grundlage der UN-Resolution 1037 hat der NATO-Rat am 26. Januar 1996 beschlossen, dass die IFOR auf Anforderung Luftnahunterstützung für UNTAES bereitstellen und im Notfall eine Evakuierung des Personals durchführen soll.  
Basis des Einsatzes waren die UN-Resolutionen 1037, 1079 und 1120.

## Teilnehmer
Truppen für die Mission stellten Ägypten, Argentinien, Bangladesch, Belgien, Brasilien, Dänemark, Fidschi, Finnland, Ghana, Großbritannien, Indonesien, Irland, Jordanien, Kenia, Litauen, Nepal, die Niederlande, Nigeria, Norwegen, Österreich, Pakistan, Polen, Russland, Schweden, die Schweiz, der Senegal, die Slowakei, Tschechien, Tunesien, die Türkei, die Ukraine und die USA. 
UN-Repräsentant vor Ort war Jacques P. Klein, später für die letzten 4 Monate der US-Amerikaner William G. Walker. Truppenkommandant war der belgische Generalmajor William Hanset, Polizeibefehlshaber der österreichische Brigadiergeneral Walter Fallmann.